# 順誠
順誠控股有限公司，簡稱順誠控股，以及順誠（英語：Samson Holding Ltd.，港交所除牌前：0531），則在1995年由主席郭山輝和劉宜美夫妻，創立東莞台升首家廠房。
該股份在2005年11月17日於港交所主板上市。招股價為3.25港元，全球發行為6.25億股，集資額為20.3億港元。
業務為全球生產各類傢俱產品，品牌為Universal Furniture、Legacy Classic Furniture、Craftmaster Furniture、Pennsylvania House、Samson International、Paula Deen、Encore Home Designs，以及Willis & Gambier。總部位於中國廣東省東莞市大嶺山鎮金桔村建設路523830、中國浙江省嘉善縣台升大道2號中國木業城發展區314100、香港皇后大道東1號太古廣場3座28樓。

## 連結
- samsonholding.com （页面存档备份，存于）
- universalfurniture.com （页面存档备份，存于）
- legacyclassic.com （页面存档备份，存于）
- legacyclassickids.com （页面存档备份，存于）
- cmfurniture.com （页面存档备份，存于）
- wguk.com